# Yang Dong-geun
Yang Dong-geun (hangŭl: 양동근; romanizzazione: Yang Dong-geun; McCune-Reischauer: Yang Dong-kŭn; 1º giugno 1979) è un cantante e attore sudcoreano.
Conosciuto anche con l'acronimo YDG, Dong-geun si è laureato in Rappresentazione Teatrale all'università Yong-In. A maggio 2008 ha dovuto interrompere la carriera, già avviata, per partecipare al servizio militare obbligatorio come da legge in Corea del Sud, che dura due anni.

## Filmografia

### Televisione
| Anno | Titolo                     | Ruolo          | Canale |
| 1996 | Three Guys and Three Girls |                | MBC    |
| 1999 | School                     | Jo Suk-ho      | KBS2   |
| 2001 | Nonstop (stagione 2)       | Yang Dong-geun | MBC    |
| 2002 | Ruler of Your Own World    | Ko Bok-su      | MBC    |
| 2006 | Dr. Kkang                  | Kang Dal-go    | MBC    |
| 2007 | I Am Sam                   | Jang Yi-san    | KBS2   |
| 2024 | Squid Game                 | Park Yong-shik |        |

### Cinema
| Anno | Titolo              | Ruolo           |
| 1998 | The Best            | Gu Jong         |
| 1999 | White Valentine     |                 |
| 1999 | Dance Dance         | Sun-do          |
| 2000 | Bloody Beach        | Jae-seung       |
| 2001 | Address Unknown     | Chang-guk       |
| 2002 | Bet on My Disco     | Seok-gi         |
| 2003 | Wild Card           | Bang Je-su      |
| 2004 | The Last Wolf       | Choi Cheol-kwon |
| 2004 | Fighter in the Wind | Choi Bae-dal    |
| 2006 | Monopoly            | Ho Kyung        |

### Teatro
| Anno | Titolo                            |
| ---- | --------------------------------- |
| 2005 | Debasing the Audience (관객 모독) |

## Doppiatori italiani
Nelle versioni in italiano delle opere in cui ha recitato, Yang Dong-geun è stato doppiato da:
- Gianluca Machelli in Squid Game

## Discografia
- 1996: Don't Ask Me about the Past
- 2001: Vol. 1 - Yangdonggeun a.k.a. Madman
- 2002: Vol. 1.5 - Da Man on the Block
- 2003: Vol. 2 - Travel
- 2006: Monopoly (colonna sonora)
- 2006: Vol. 3 - Mirror
- 2007: Vol. 4 - But I Give